# Secretaria de Política Econômica
Secretaria de Política Econômica (SPE) é um órgão da administração pública direta, integrante do organograma do Ministério da Fazenda do Brasil. Foi criada em 19 de novembro de 1992 pela Lei 8.490, no governo do presidente Itamar Franco (interino) e do ministro Gustavo Krause. 
Tem como principal atribuição a formulação e acompanhamento de políticas econômicas, bem como a elaboração de cenários econômicos e fiscais para subsidiar as definições das diretrizes de política econômica e a elaboração de novas políticas e propostas de aperfeiçoamento de políticas públicas vigentes.
É responsável pelo Sistema Prisma Fiscal, sistema de coleta de expectativas de mercado, e pela edição e publicação dos boletins MacroFiscal e Resultado Fiscal Estrutural. 

## Organograma
A organização da Secretaria de Política Econômica é regida pelo Decreto 11.344, de 1 de Janeiro de 2023. A SPE está subdivida nas seguintes unidades:
- Subsecretaria de Política Agrícola e Negócios Agroambientais[7].
- Subsecretaria de Desenvolvimento Econômico Sustentável
- Subsecretaria de Política Macroeconômica.
- Subsecretaria de Política Fiscal.

## Secretários
| Nº | Secretário                      | Início | Término | Ministro da Fazenda (indicação) | Presidente (indicação)    |
| -- | ------------------------------- | ------ | ------- | ------------------------------- | ------------------------- |
| 1  | Fernando de Holanda Barbosa     | 1992   | 1993    | Gustavo Krause                  | Itamar Franco             |
| 2  | Carlos Eduardo de Freitas       | 1993   | 1993    | Paulo Roberto Haddad            | Itamar Franco             |
| 3  | Winston Fritsch                 | 1993   | 1994    | Fernando Henrique Cardoso       | Itamar Franco             |
| 4  | José Roberto Mendonça de Barros | 1995   | 1998    | Pedro Malan                     | Fernando Henrique Cardoso |
| 5  | Amaury Guilherme Bier           | 1998   | 1999    | Pedro Malan                     | Fernando Henrique Cardoso |
| 6  | Edward Swaelen                  | 1999   | 2001    | Pedro Malan                     | Fernando Henrique Cardoso |
| 7  | José Guilherme Almeida dos Reis | 2001   | 2002    | Pedro Malan                     | Fernando Henrique Cardoso |
| 8  | Arno Meyer                      | 2002   | 2002    | Pedro Malan                     | Fernando Henrique Cardoso |
| 9  | Marcos Lisboa                   | 2003   | 2005    | Antonio Palocci                 | Luiz Inácio Lula da Silva |
| 10 | Bernardo Appy                   | 2005   | 2006    | Antonio Palocci                 | Luiz Inácio Lula da Silva |
| 11 | Otavio Damaso                   | 2006   | 2006    | Guido Mantega                   | Luiz Inácio Lula da Silva |
| 12 | Júlio Cesar Almeida             | 2006   | 2007    | Guido Mantega                   | Luiz Inácio Lula da Silva |
| 13 | Bernard Appy                    | 2007   | 2008    | Guido Mantega                   | Luiz Inácio Lula da Silva |
| 14 | Nelson Barbosa                  | 2008   | 2011    | Guido Mantega                   | Luiz Inácio Lula da Silva |
| 15 | Márcio Holland                  | 2011   | 2015    | Guido Mantega                   | Dilma Rousseff            |
| 16 | Afonso Arinos Neto              | 2015   | 2015    | Joaquim Levy                    | Dilma Rousseff            |
| 17 | Manoel Carlos Pires             | 2015   | 2016    | Nelson Barbosa                  | Dilma Rousseff            |
| 18 | Carlos Hamilton                 | 2016   | 2016    | Henrique Meirelles              | Michel Temer              |
| 19 | Fabio Kanczuk                   | 2016   | 2018    | Henrique Meirelles              | Michel Temer              |
| 20 | João Manoel Pinho de Mello      | 2018   | 2018    | Eduardo Guardia                 | Michel Temer              |
| 21 | Adolfo Sachsida                 | 2019   | 2022    | Paulo Guedes                    | Jair Bolsonaro            |
| 22 | Pedro Calhman de Miranda        | 2022   | 2022    | Paulo Guedes                    | Jair Bolsonaro            |
| 23 | Guilherme Santos Mello          | 2023   | -       | Fernando Haddad                 | Luiz Inácio Lula da Silva |

## Sistemas

### Prisma Fiscal
O Prisma Fiscal é um sistema de coleta de expectativas de mercado para acompanhamento da evolução das principais variáveis fiscais brasileiras sob a ótica de analistas do setor privado. Dentre as variáveis fiscais que fazem parte da pesquisa estão a arrecadação das receitas federais, a receita líquida do Governo Central, a despesa total do Governo Central, a arrecadação líquida do Governo Central, a dívida bruta do Governo Geral. Os analistas de mercado cadastrados no sistema registram as suas expectativas para o comportamento no curto prazo (variáveis mensais, para um horizonte de doze meses) e no longo  prazo (variáveis anuais, para o período de quatro anos). O sistema foi ampliado em 2021 e em 2022 e hoje apura 11 variáveis de interesse macrofiscal. Relatórios mensais, planilhas de dados e estudos especiais são publicados no portal do sistema.  

## Publicações

### Boletim Macrofiscal
Publicação bimestral com as projeções de curto e médio prazo para os indicadores de atividade econômica e de inflação. O documento também apresenta análises sobre as conjunturas macroeconômica e fiscal e estudos sobre medidas que exercem impacto relevante sobre o desempenho econômico do país.

### Boletim Resultado Fiscal Estrutural
Relatório produzido anualmente com divulgação do indicador de resultado primário estrutural. 